# Dolní Moesie

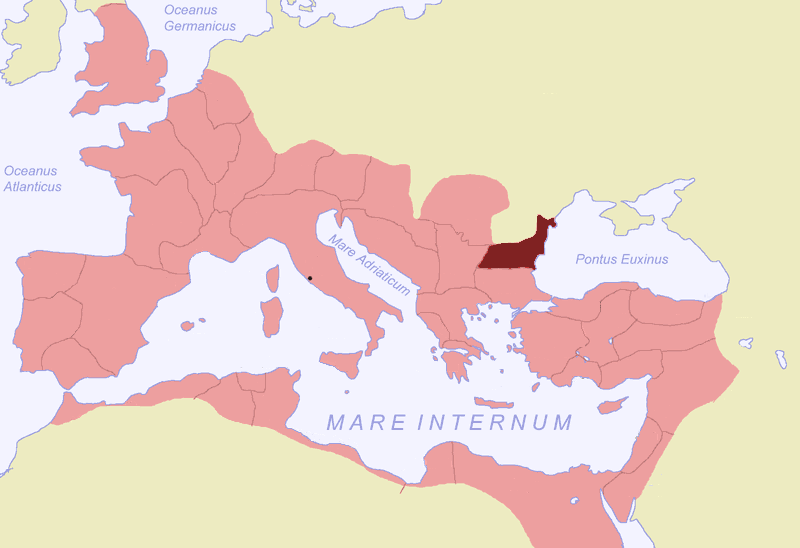
Provincie Moesia Inferior roku 116

Dolní Moesie, latinsky Moesia Inferior, byla provincie Římské říše. Existovala od roku 86 až do Diokleciánových reforem na konci 3. století. Provincie se rozkládala na území dnešních států Bulharsko, Rumunsko a Ukrajina. Hlavním městem Dolní Moesie byl Tomis (dnešní Constanța). Dalšími důležitými sídly byla Histria, Odesos (Varna), Novae, Nicopolis ad Istrum, Marcianopolis, Oescus (Gigen) nebo Abrittus (Razgrad). Provincie byla císařskou
Provincii vytvořil v roce 86 císař Domitianus rozdělením provincie Moesia na Dolné Moesii a Horní Moesii (Moesia Superior). Hranice mezi nově vytvořenými provinciemi byla stanovena na řece Cibrica (latinsky Ciabrus). Od proudu řeky byl odvozen také název provincie - slovem "dolní" v jejím názvu je míněno "na dolním toku Cibrice", která teče z pohoří Stara Planina severovýchodním směrem k Dunaji. V důsledku dáckých válek byly hranice Dolní Moesie dočasně posunuty severně od Dunaje na úkor Dácie (do 117). Na konci 2. století, na počátku vlády císaře Septimia Severa, byla města Nicopolis ad Istrum a Marcianopolis dříve patřící Thrákii začleněna do Dolní Moesie. V roce 250, v době vnitřního konfliktu v říši, bylo pohraničí Dolní Moesie napadeno kmenem Karpů a ve stejnou dobu vtrhli do provincie Gótové. Ti byli u Novae odraženi budoucím císařem Trebonianem Gallem. Gótové se pak přesunuli se na jih, kde nejprve oblehli město Nicopolis ad Istrum (na řece Rosica, 18 km severně od dnešního města Veliko Tarnovo v Bulharsku) a poté se přesunuli ještě dále na jih, kde se spojili s další skupinou Gótů, která obléhala thrácké Philippopolis (nyní Plovdiv v Bulharsku). Císař Decius vyhnal Karpy, ale byl napaden gótskými vojsky u Beroeą a byl zde poražen. Římané se pak stáhl do Oesca a nechali Gótům kontrolu nad oblastí. Brzy poté se Philippopolis vzdalo obléhatelům. Boje byly obnoveny v roce 251, kdy římská armáda vedená Deciem a jeho synem Herenniem porazila několik menších gótských jednotek, ale u Abritta (nyní Razgrad v Bulharsku) Gótové zvítězili a císař i jeho syn padli na bitevním poli. Nově zvolený císař Trebonianus Gallus přijal podmínky Gótů a umožnil jim stáhnout se s veškerou kořistí. Zavázal se také platit každoroční tribut výměnou za to, že Gótové budou respektovat římskou hranici na Dunaji. Ve 2. polovině 3. století byla Moesia Inferior císařem Aurelianem okleštěna ve prospěch nově vytvořené provincie Dacia Aureliana, kam byla evakuována část dáckého obyvatelstva poté, co římská armáda opustila značnou část dáckého území (okolo roku 271) kvůli germánskému tlaku (zejm. Vizigótů a Gepidů). Vznikla tak provincie oddělující Horní a Dolní Moesii s hlavním městem Serdicou (Sofií). Okolo roku 293 byla v rámci Diokleciánových reforem provincie rozdělena na Moesii II (Moesia Secunda) a Scythia Minor.
V roce 382 císař Theodosius I. tváří v tvář další vlně invazí a vojenských porážek Říma (klíčovou byla zvláště ta v bitvě u Adrianopole v roce 378, ve které padl císař Valens) uzavřel dohodu s Góty a dovolil jim se usadit v Moesii výměnou za obranu jejích hranic. V roce 395, po rozdělení Římské říše, se území bývalé Dolní Moesie dostalo pod suverenitu Byzantské říše. Kontrolu nad oblastí jí ale vzali Vizigóti a posléze Slované přicházející od 6. století.